# Lido Gori
Lido Gori (Prato, 13 marzo 1910 – Berane, 18 luglio 1941) è stato un militare italiano, decorato di Medaglia d'oro al valor militare alla memoria nel corso della seconda guerra mondiale.

## Biografia
Nacque a Prato il 13 marzo 1910, figlio di Emilio e Maria Anna Mazzei. Filatore presso una fabbrica di tessuti della sua città natale, si arruolò volontario come allievo nella Legione Allievi della Guardia di Finanza il 14 dicembre 1929. Fu nominato guardia nel 1930 ed iniziò il servizio d'istituto in forza alla Legione territoriale di Milano. Raffermato due volte, all'atto dell'entrata in guerra del Regno d'Italia, avvenuta il 10 giugno 1940, venne assegnato alla Brigata "Calate" di Livorno per compiti di difesa costiera, rimanendovi in servizio fino all'aprile 1941. Trasferito poi al VI Battaglione Guardia di Finanza mobilitato, si imbarcò a Bari il 12 maggio 1941, raggiungendo l'Albania. Cadde in combattimento il 18 luglio dello stesso anno, colpito a morte da una pallottola in fronte da partigiani montenegrini che avevano assediato la sua casermetta, appiccandovi il fuoco. Per onorarne il coraggio dimostrato in questo frangente, venne decretata la concessione della medaglia d'oro al valor militare.

### Fonti
1. 1 2 3 4 5 6  Combattenti Liberazione.
2. 1 2  Segreti della Storia.
3. ↑  Medaglie d'oro al valor militare sul sito della Presidenza della Repubblica